# أوستين ستيفنز
أوستين ستيفنز (بالإنجليزية: Austin Stevens)‏ هو أحيائي ومصور وكاتب أسترالي وجنوب أفريقي، ولد في 19 مايو 1950 في بريتوريا في جنوب أفريقيا.

## وصلات خارجية
- الموقع الرسمي
- أوستين ستيفنز على موقع IMDb (الإنجليزية)